# Xiprer del Marroc
El xiprer del Marroc (Cupressus atlantica) és una espècie conífera de la família Cupressaceae. S'anomena "azer", en llengua amazic local.
De manera natural, es fa únicament al Marroc, a la vall del riu N'Fis, a les muntanyes de l'Atlas, al sud de Marràqueix.

## Descripció
Es pot distingir del xiprer mediterrani pel color de les seves fulles, més blavoses, amb una taca blanca de reïna a cada fulla. Les branques són més curtes, sovint en un mateix pla. Els cons són petits, d'entre 1,5 i 2,5 cm.
Té força semblances amb el xiprer del Sàhara, però se'n diferencia pel sistema reproductiu únic d'aquest, l'apomixi masculina, que no es dona en el xiprer del Marroc.
La seva supervivència està amenaçada: la majoria dels exemplars són vells, i la reproducció és escassa a causa de la pastura de les cabres i a l'ús de la fusta per la població local. El govern marroquí ha intentat treballs de repoblació, però amb escàs èxit -de moment-.

## Sinònims
De classificació difícil, aquest arbre ha estat considerat diversament segons els botànics:
- com a espècie pròpia (Cupressus atlantica, Gaussen, 1950),
- com una varietat (Cupressus sempervirens L. var. "atlantica", Silba, 1981) del xiprer mediterrani (Cupressus sempervirens),
- com una varietat (Cupressus dupreziana L. var. "atlantica" (Gaussen), Silba, 1998) del xiprer del Sàhara (Cupressus dupreziana).

Noms populars: azel en amazic, xiprer de l'Atlas.

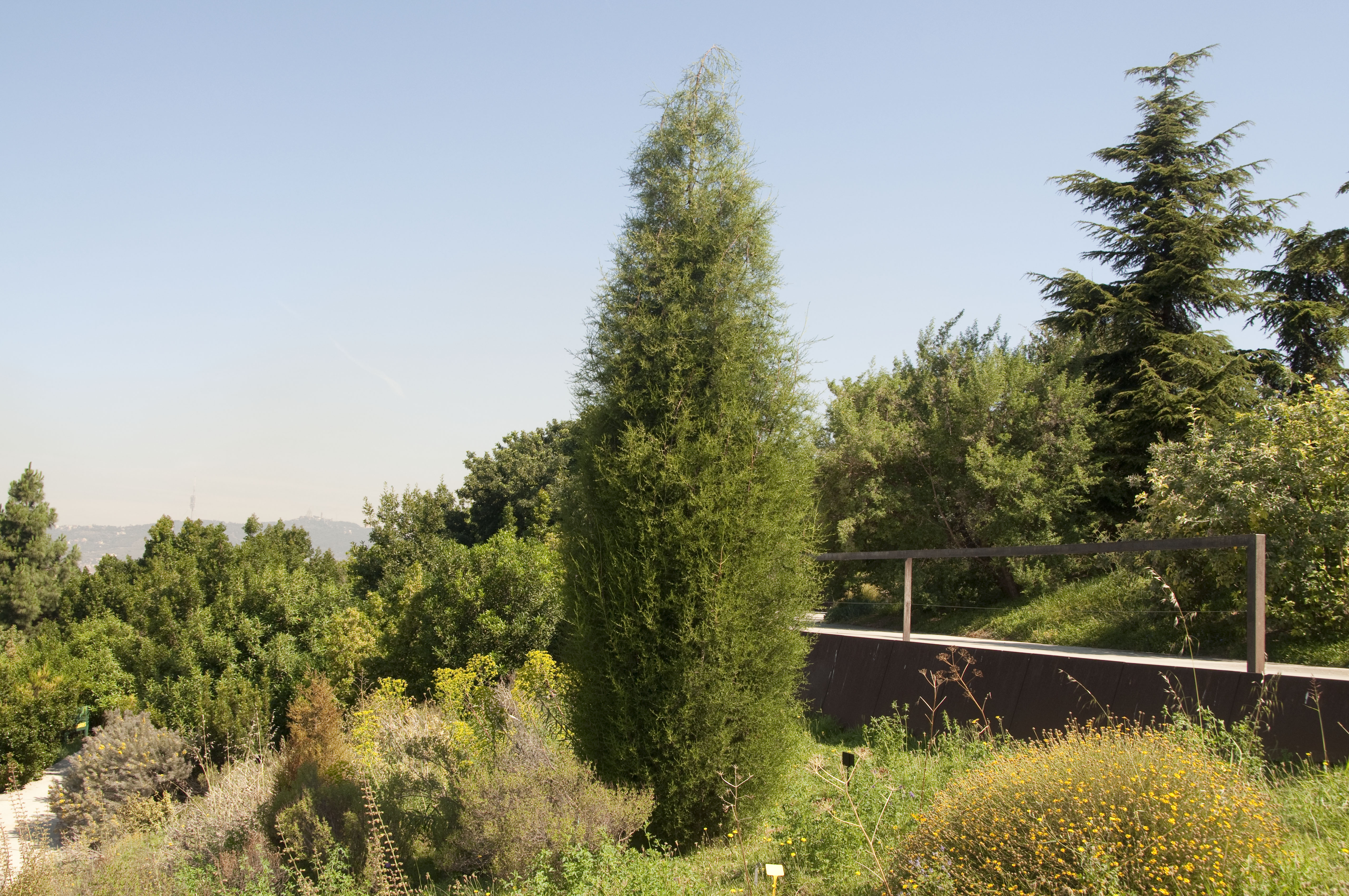
Cupressus atlantica al Jardí Botànic de Barcelona
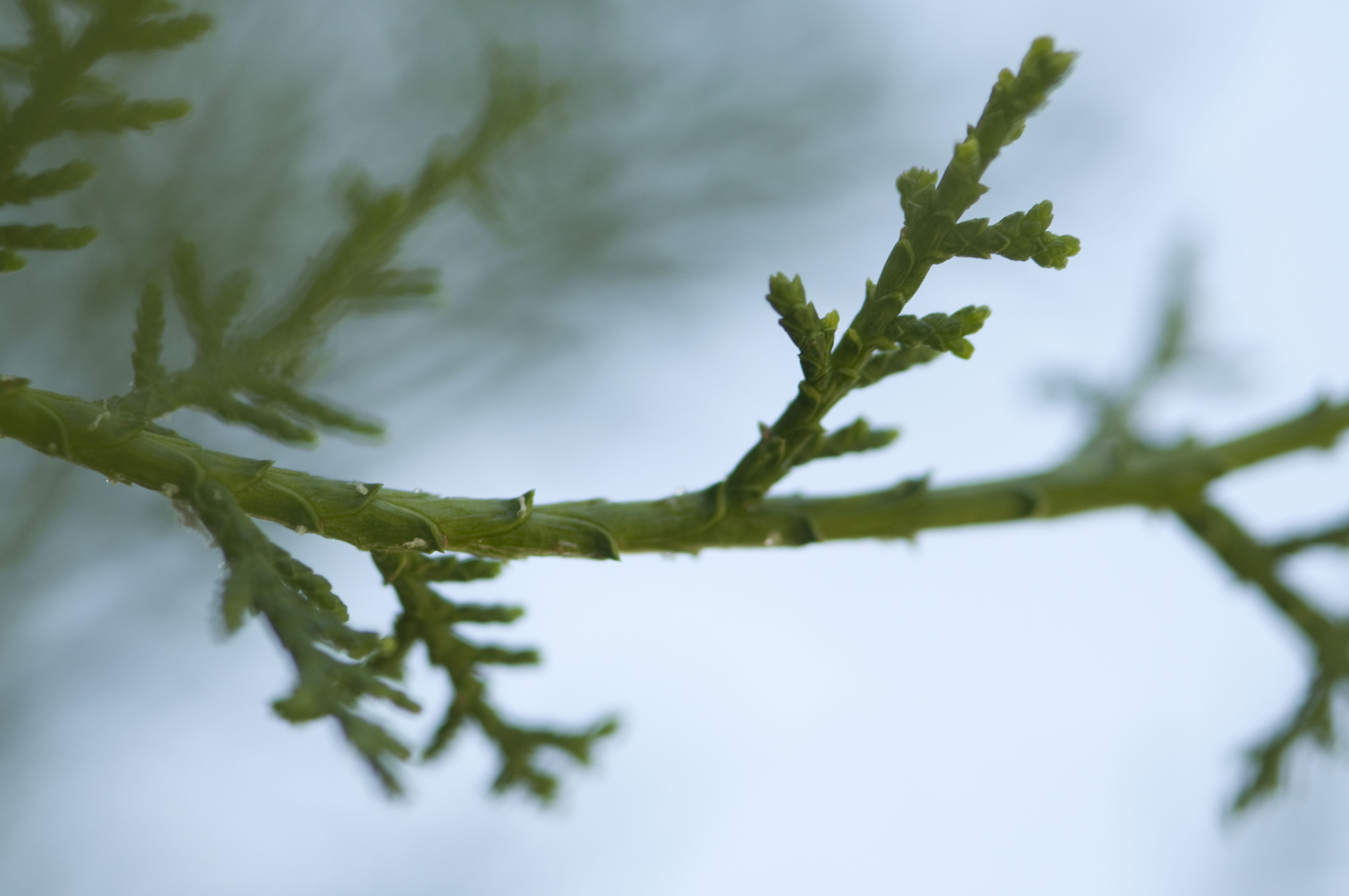
Fulles
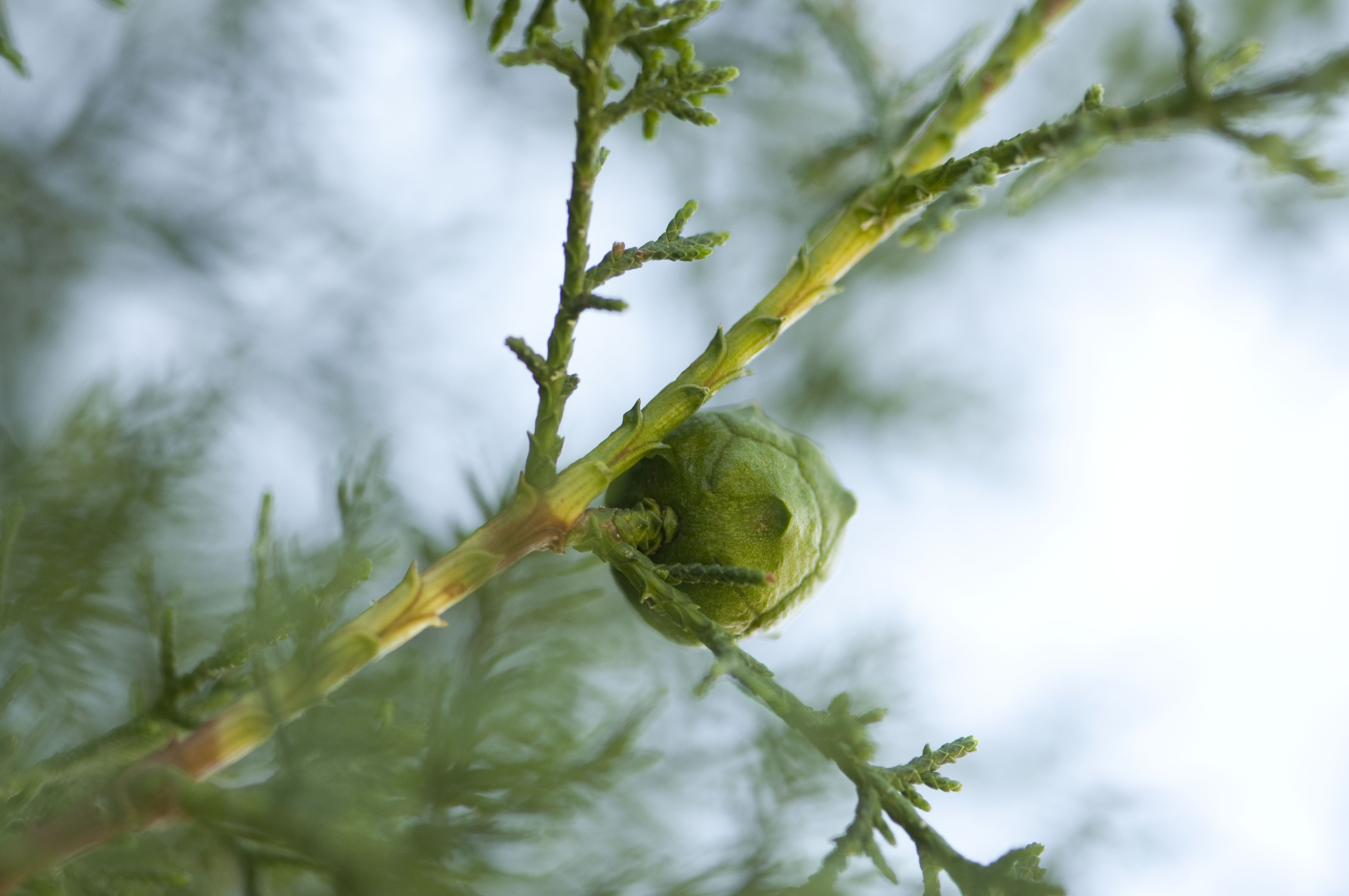
Pinya